# Sphenomorphus acutus
Sphenomorphus acutus este o specie de șopârle din genul Sphenomorphus, familia Scincidae, descrisă de Peters 1864. A fost clasificată de IUCN ca specie cu risc scăzut. Conform Catalogue of Life specia Sphenomorphus acutus nu are subspecii cunoscute.